# Képessy József (színművész)
Képessy József (Budapest, 1916. szeptember 27. – Budapest, 1990. július 10.) színművész, rendező.

## Élete
1938-ban szerzett tanári diplomát. Makay Margit felfedezettje volt, az ő segítségével vizsgázott a Színművészeti Akadémián. Négy évet szolgált a második világháborúban, majd rövid tanárkodás után 1946-ban leszerződött Várkonyi Zoltán Művész Színházához. Miután az intézmény 1949-ben megszűnt, a Magyar Rádió színtársulatához szerződött, végül 1968-tól egészen nyugdíjba vonulásáig (1982) a Pannónia Filmstúdió munkatársa volt. Elsősorban szinkronizált, de több filmben és sorozatban is bizonyította tehetségét (például A Tenkes kapitánya, Uraim, beszéljenek!, 141 perc a befejezetlen mondatból). Többek között Orson Welles, Jean Gabin, Charles Vance, Peter Ustinov és Michael Simor magyar hangja volt, de számos rajz- és bábfilmben is megszólalt (Kukori és Kotkoda, Süsü, a sárkány, Mi újság a Futrinka utcában, a Vízipók-csodapók). Legutolsó filmszerepe a Szaffi Ahmed basája volt.

## Filmjei

### Játékfilmek
- Mágnás Miska (1949)
- Forró mezők (1949)
- Lúdas Matyi (1949)
- Teljes gőzzel (1951)
- Becsület és dicsőség (1951)
- Erkel (1952)
- Föltámadott a tenger (1953)
- Éjfélkor (1957)
- Nyár a hegyen (1967)
- Harmadik nekifutás (1973)
- 141 perc a befejezetlen mondatból (1975)
- Ballagó idő (1976)
- Vízipók-csodapók (1982-es rajzfilm) – Csíbor bácsi (hang)
- Szaffi (1984-es rajzfilm) – Ahmed (hang)

### Tévéfilmek
- A Tenkes kapitánya 1–13. (1963)
- Kukori és Kotkoda (1971–1972) – Ürge / Kánya (hang)
- A fekete város 1–7. (1971)
- Mézga Aladár különös kalandjai (1973–rajzfilmsorozat) – további szereplő
- Uraim, beszéljenek! (1973)
- Kérem a következőt! II–III. (1974–1983) – Orrszarvú (hang) / további szereplő
- Felelet 1–8. (1975)
- Köznapi legenda (1976)
- Robog az úthenger (1976)
- Vízipók-csodapók I. (1976, rajzfilmsorozat) – Csíbor bácsi (hang)
- Kántor (1976)
- II. Richárd (1976)
- Sakk, Kempelen úr! (1976)
- Beszterce ostroma 1–3. (1976)
- Abigél 1–4. (1978)
- Vakáción a Mézga család (1978-as rajzfilmsorozat) – Magyar maffiózó (hang)
- Futrinka utca (1979-es bábfilmsorozat) – Boxer Kristóf (hang)
- Pityke (1979-es rajzfilmsorozat) – A komputer (hang)
- A sipsirica (1980)
- Tessék engem elrabolni (1980)
- Süsü, a sárkány 2–8. (1980–1984) – Kocsmáros / Kertész (7. részben) / további szereplő (hang)
- Petőfi 1–6.(1981)
- Családi kör (1981)
- Villám (1981)
- Brutus (1981)
- T.I.R. (1984)
- Linda (1986)
- Freytág testvérek (1989)
- Halállista (1989)
- Szomszédok (1990)

## Szinkronszerepek
- 101 kiskutya (Mokép-szinkron) (One Hundred and One Dalmatians) (1960): Ezredes (hang) – (J. Pat O'Malley)
- A dzsungel könyve (The Jungle Book) (1967): Háti ezredes (hang) – (J. Pat O'Malley)
- A dzsungel könyve (The Jungle Book) (1942): Kobrák atyja (hang)
- A bagdadi tolvaj (The thief of Bagdad) (1940): Szultán (Miles Malleson)
- Akiért a harang szól (For Whom the Bell Tolls) (1943): Pabló – Akim Tamiroff
- Az inkák kincse (Das Vermächtnis des Inka) (1965): Morgenstern professzor – Heinz Erhardt
- Eduárd és barátai (Edward and Friends) (1987): Rozmár Rezső kapitány (hang) (1. szinkronban, 1. évadban)
- Egy zseni, két haver, egy balek (Mokép-szinkron) (Un genio, due compari, un pollo) (1975)
- Feketeszakáll szelleme (1968): Feketeszakáll Kapitány alias Edward Teach – Peter Ustinov
- Frédi a csempész-rendész (MTV1-es szinkron, 1978) (The Man Called Flintstone) (1966): A kőrendi ház elnöke (hang)
- Frédi és Béni, avagy a két kőkorszaki szaki (The Flintstones) (1960–1966): további szereplő
- Gyalog galopp (Monty Python and the Holy Grail) (1974): Isten hangja / Bal fej / Mocsár vár királya / "NI" lovagok vezetője / öregember – Graham Chapman / Terry Jones / Michael Palin / Terry Gilliam
- Hófehérke és a hét törpe (Mokép-szinkron) (Snow White and the Seven Dwarfs) (1937): Vadász (hang)
- Maci Laci első karácsonya (MTV1-es szinkron, 1989) (Yogi's First Christmas) (1980): Mikulás (hang) – Hal Smith
- Magas szőke férfi felemás cipőben (Le grand blond avec une chaussure noire) (1972): Bernard Milan – Bernard Blier
- Modern Monte Cristo (Sous le signe de Monte Cristo) (1968): Faria – Pierre Brasseur
- Nevem: Senki (Mokép-szinkron) (Il mio nome è Nessuno) (1973): Mozdonyvezető – Franco Angrisano
- Tizenkét dühös ember (2. szinkron, 1965-ben) (12 Angry Men): 10. Esküdt – Ed Begley
- A bíró és a hóhér (Der Richter und sein Henker, 1975): az író – Friedrich Dürrenmatt

### Sorozatbeli szinkronszerepek
- A chateauvalloni polgárok: Gilbert Bossis – Georges Marchal
- A Forsyte Saga: az idős Jolyon Forsyte – Joseph O’Conor
- A tavasz 17 pillanata: Schlag lelkész – Rosztyiszlav Pljatt
- Tengerparti nyár (Chankete)
- Thomas és Thomas bácsi (Señor)
- Minden lében két kanál (Fulton bíró – Pannónia Filmstúdió szinkron)